# Maserati Biturbo
La Maserati Biturbo è un'autovettura prodotta dalla casa automobilistica italiana Maserati dal 1982 al 1992.

## Il contesto

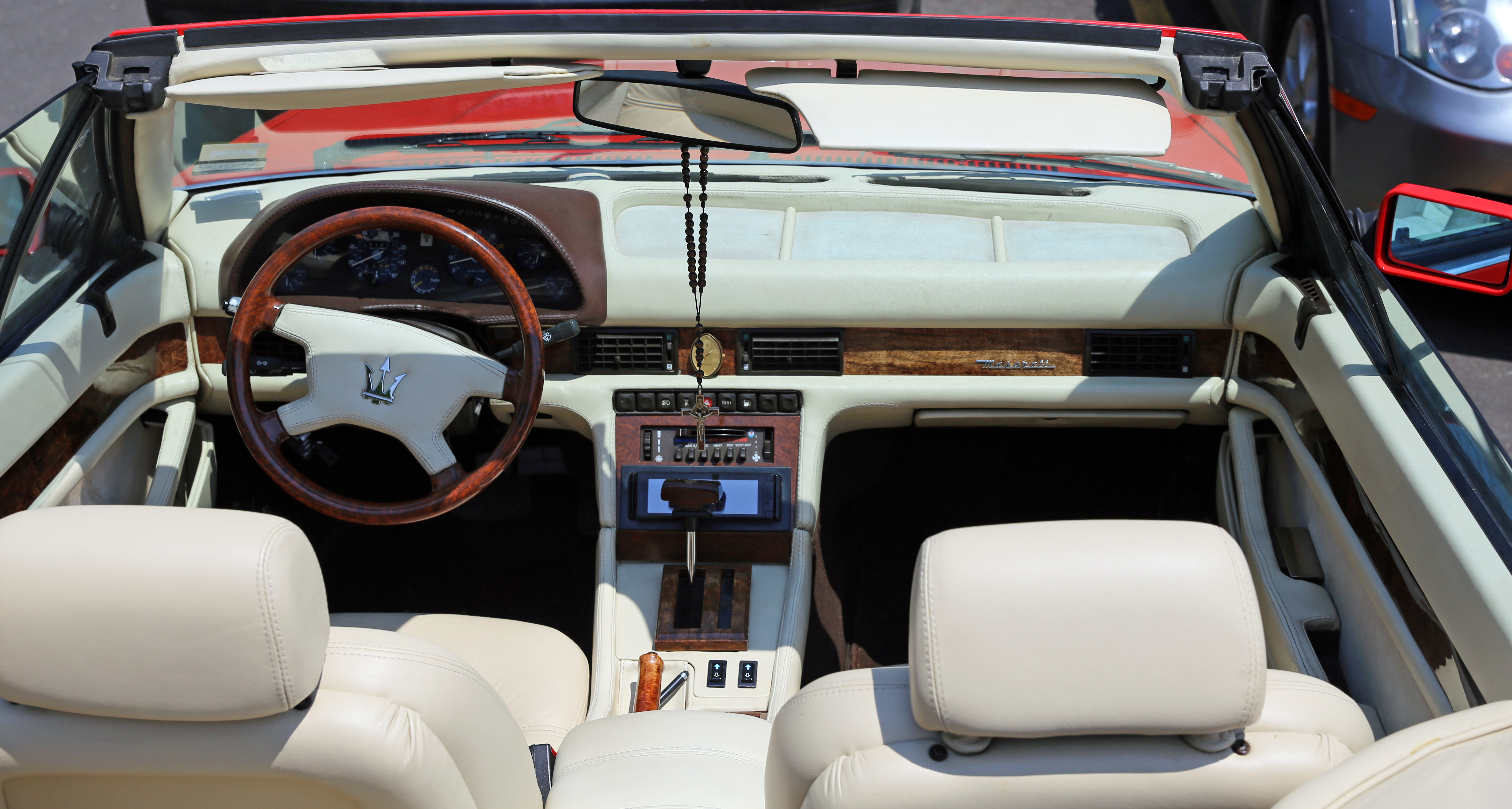
Interni di una Maserati Biturbo Spyder del 1987

Voluta da Alejandro de Tomaso, che aveva acquisito la proprietà della casa del Tridente nel 1976 dalla Citroën, la Biturbo doveva essere il modello dei grandi numeri: grazie al prezzo competitivo (poco più di 22 milioni di Lire al lancio) era prevista una produzione di almeno 5.000 esemplari all'anno. L'obiettivo non fu mai raggiunto anche a causa dei problemi di affidabilità generati dall'incompleto sviluppo della vettura per accelerarne i tempi di commercializzazione. In Nordamerica ci furono casi di Biturbo che presero fuoco a causa degli anelli di gomma sintetica che sostenevano il sistema di scarico, che, surriscaldandosi, finivano per bruciare.
Oltre a ciò, un improvviso aumento del prezzo di listino (poche settimane dopo il lancio il prezzo fu portato a oltre 26 milioni di Lire), portò ad un raffreddamento delle vendite. Per finire, le finiture interne non erano, almeno inizialmente, sempre di qualità eccelsa.

## Descrizione

### Meccanica
Caratterizzata da una classica ed elegante linea coupé a 3 volumi (la cui paternità è della progettazione interna di Pierangelo Andreani, Capo Stile Maserati, per quanto influenzata da Giugiaro, disegnatore della Quattroporte del 1979 a cui la Biturbo si ispira) e da una impostazione tecnica classica (motore anteriore longitudinale, trazione posteriore, sospensioni anteriori a ruote indipendenti, retrotreno a bracci oscillanti e impianto frenante con dischi davanti e dietro), la "Biturbo" venne lanciata nel 1982.

### Motore
Il motore, un V6 bialbero alimentato a carburatori, derivava da quello della Merak, da cui differiva per il numero di valvole (3 per cilindro anziché 2) e per il sistema di sovralimentazione composto da 2 turbocompressori uno per bancata (da qui il nome Biturbo). 

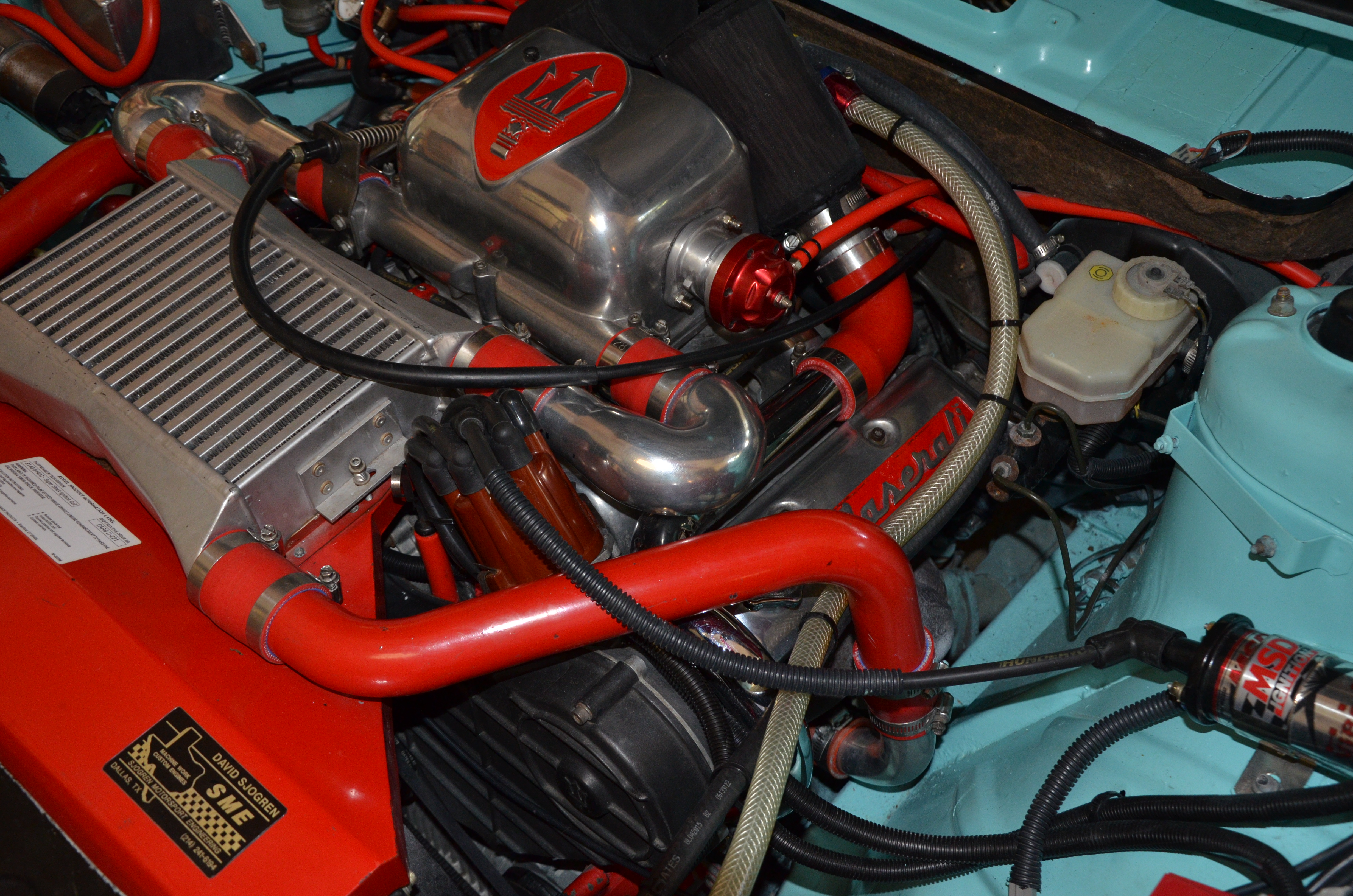
Motore di una Maserati Biturbo del 1985 da 2,5 litri con 18 valvole e bi-turbo della IHI. È stata una delle prime vettura stradali ad utilizzare un sistema multi-turbo

La cilindrata era di 2491 cm³ per i mercati esteri e 1996 cm³ per l'Italia ove vigeva un regime di Iva al 38% estremamente penalizzante per le cilindrate oltre i due litri, ma la potenza rimaneva abbastanza simile: 192 CV per le 2500 e 180 CV per le 2000.
Per far fronte alla produzione prevista di 35 esemplari al giorno, solo motore e sospensioni venivano assemblate alla Maserati di Modena; il resto della vettura era prodotta alla Innocenti di Milano Lambrate.

## Evoluzione

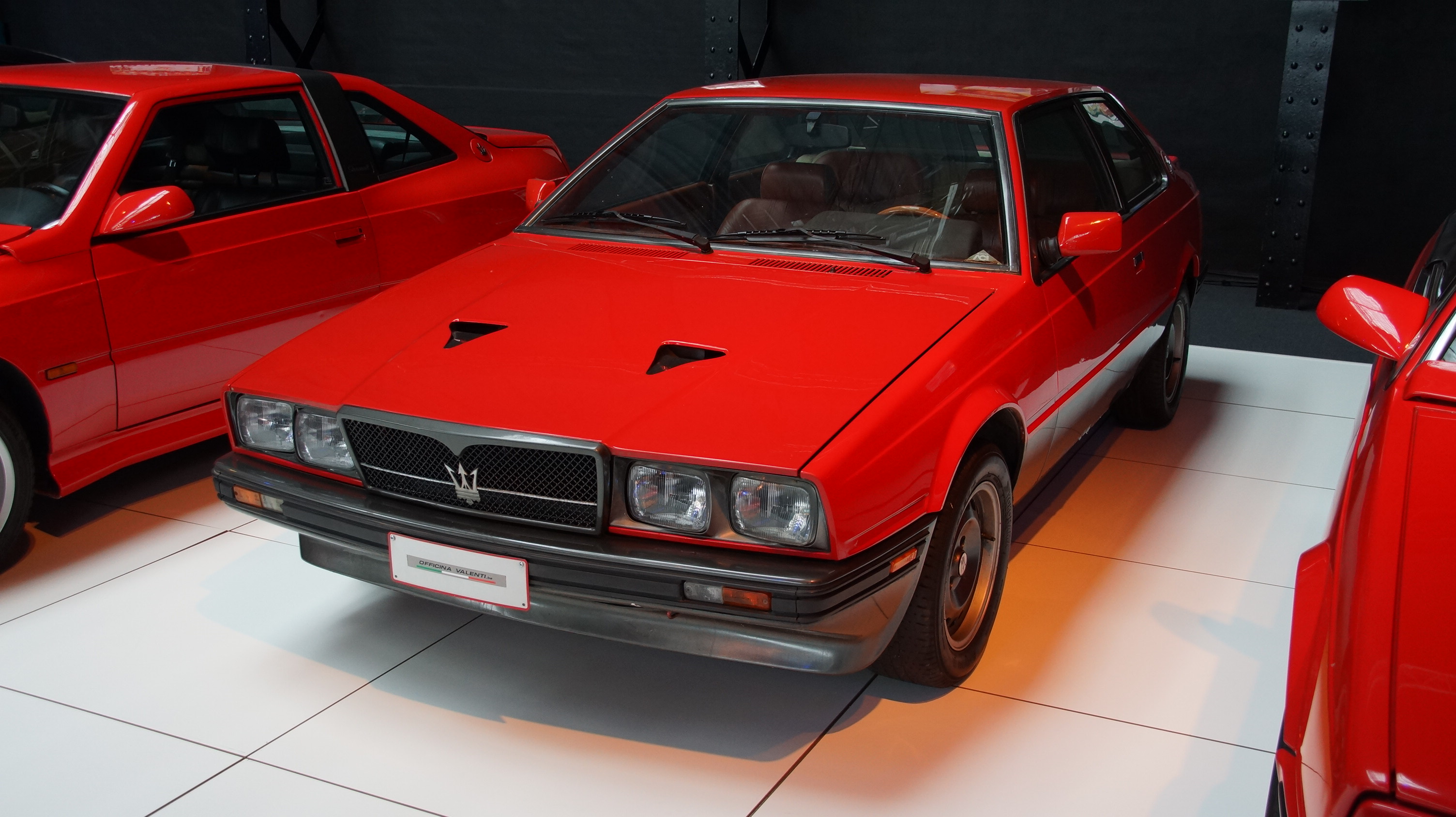
Maserati Biturbo S

Nel 1984 venne presentata la Biturbo S di cui vennero costruiti 1.038 esemplari sino al 1986, con motore 2 litri potenziato grazie all'adozione di un intercooler che permetteva di aumentare la pressione dei turbocompressori, a 205 CV, 4 freni a disco, interni con diverse finiture con tessuto Missoni per i sedili, diversa strumentazione e livrea più sportiva con mascherina a nido d'ape nera, cornici dei vetri brunite, cerchi fucinati, prese d'aria di tipo NACA sul cofano motore (per raffreddare gli intercooler), alettone posteriore, paraurti e fascioni laterali neri con minigonne.
Inoltre sempre nello stesso anno fu introdotto su tutte le versioni un sistema di gestione delle turbine denominato M.A.B.C. acronimo di Maserati Automatic Boost Control, che servì a limitare gli eccessi di pressione nelle turbine.

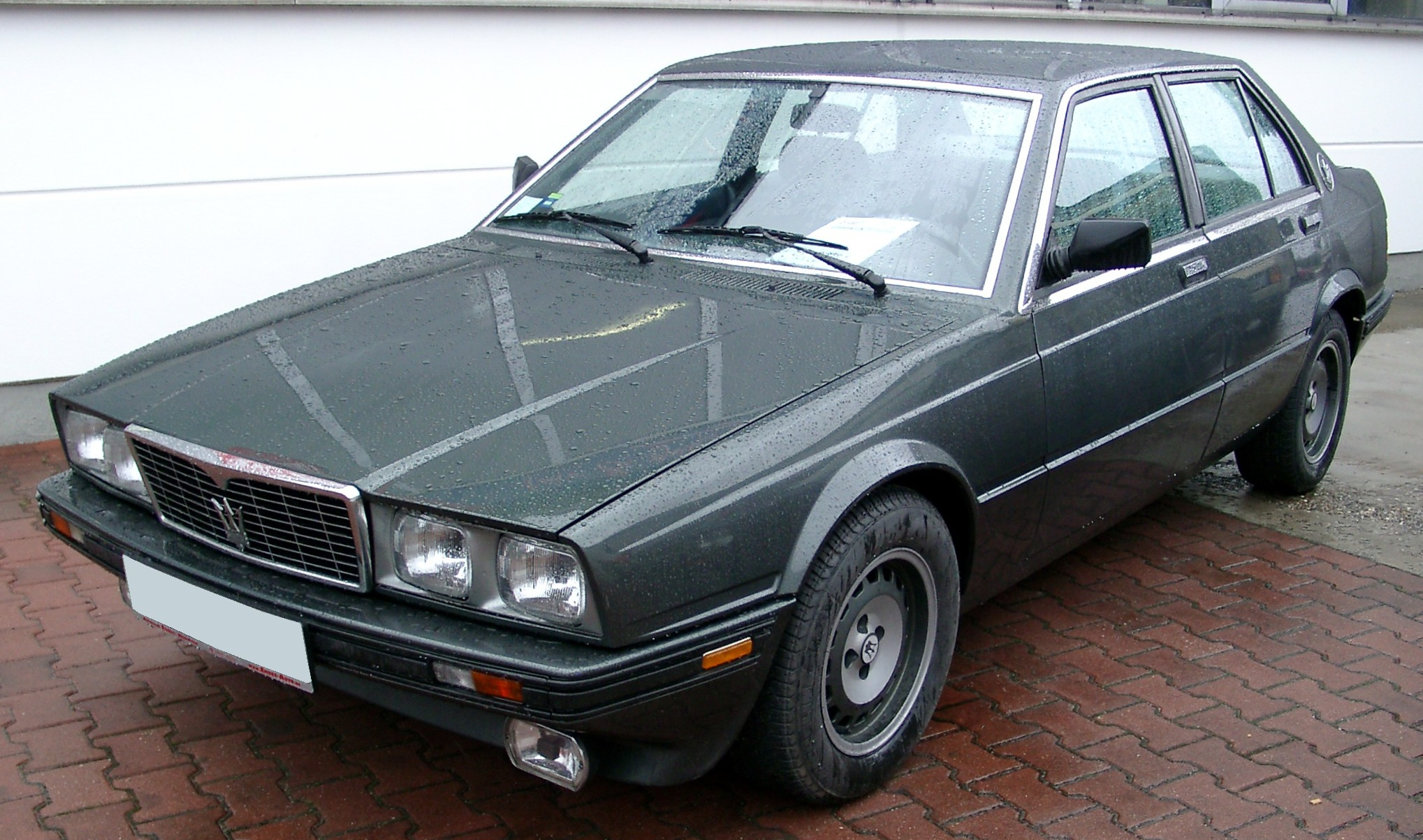
Una Maserati Biturbo 420i del 1986

Nel 1985 vennero presentate anche le Biturbo 425 e le Biturbo Spyder. La prima era la variante berlina a 4 porte basata sul pianale della coupé allungato, mentre la seconda era una spider 2 porte basata sul pianale accorciato, nata dalla matita di Zagato. Entrambe erano mosse da un V6 biturbo di 2,5 litri da 192 CV. Pochi mesi dopo vennero rese disponibili, solo per l'Italia, le Biturbo 420 e Biturbo Spyder 2.0, mosse dal V6 con cilindrata ridotta a 1996 cm³ e potenza di 180 CV.
Nel 1986 venne introdotta anche la Biturbo 420 S, con varianti estetiche simili alla coupé S e motore da 205 CV. Furono prodotti solo 2810 esemplari della 420 e 254 della 420 S prima dell'introduzione delle nuove motorizzazioni.
Nel 1987 tutti i motori adottarono l'alimentazione a iniezione elettronica Multipoint, ottenendo una maggior regolarità di funzionamento nonché un leggero incremento di potenza, perdendo tuttavia la verve nell'erogazione tipica dei motori a carburatore: 187 CV per le Biturbo 2.0i (coupé e Spider) e Biturbo 420i, 220 CV per le Biturbo 2.0 Si e Biturbo 420 Si che adottarono anche dei cerchi più larghi sempre dello stesso diametro (7jx14) e 196 CV per le Biturbo 2.5i (coupé e Spider) e Biturbo 425i.

### Restyling 1988

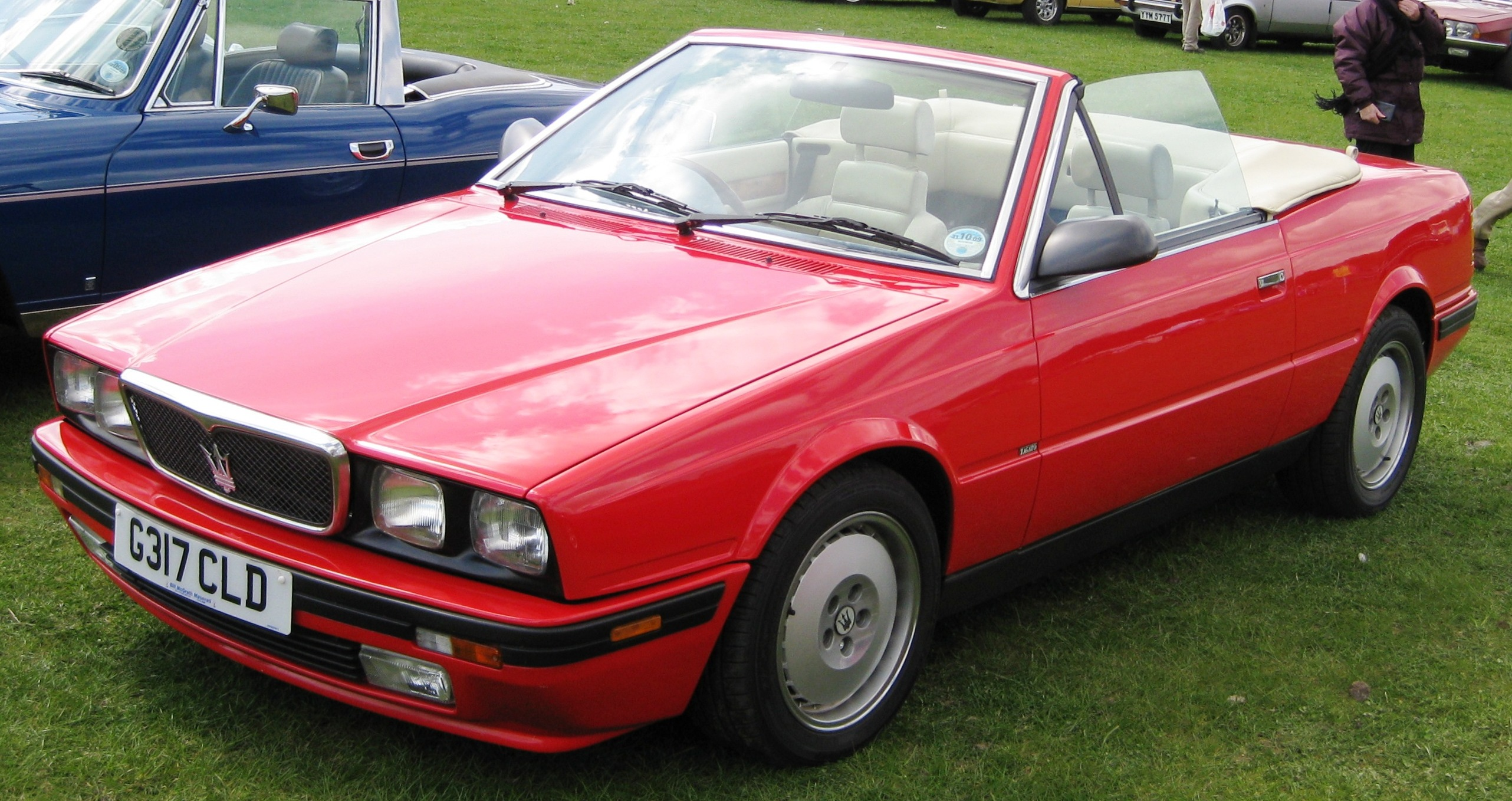
Maserati Biturbo Spyder restyling del 1989

Nel 1988 un restyling ad opera del designer Marcello Gandini rivoluzionò la gamma. Tutte le versioni adottarono un frontale più morbido, nuovi paraurti, diversi cerchi, nuovi interni con modifiche a plancia, sedili, pannelli porta e finiture notevolmente migliorate. Rivisti o inediti i motori: alla base si poneva il V6 biturbo di 1996 cm³ tre valvole per cilindro a iniezione da 223 CV, che muoveva le Biturbo 222 (coupé), Biturbo 422 (berline) e le Spider 2.0i. Lo step superiore era rappresentato dalla versione a 4 valvole per cilindro del V6 2 litri (245 CV), che spingeva le Biturbo 2.24V e Biturbo 4.24V caratterizzate come le precedenti S, di cui prendevano il posto nella gamma. Al vertice un nuovo V6 quattro valvole di 2790 cm³ da 250 CV, riservato alle 430i, "228" e Spider 2.8i.
Le uniche Biturbo dotate di ABS erano la berlina 4.18V prodotta in 77 esemplari dal 1991 al 1992, che era in pratica una 422 con frontale e posteriore della 4.24V ma con un solo doppio scarico a destra, e le ultime 430 sia 18 che 24V).
Nel 1989 la Maserati passò dalla De Tomaso alla FIAT.

### Restyling 1991

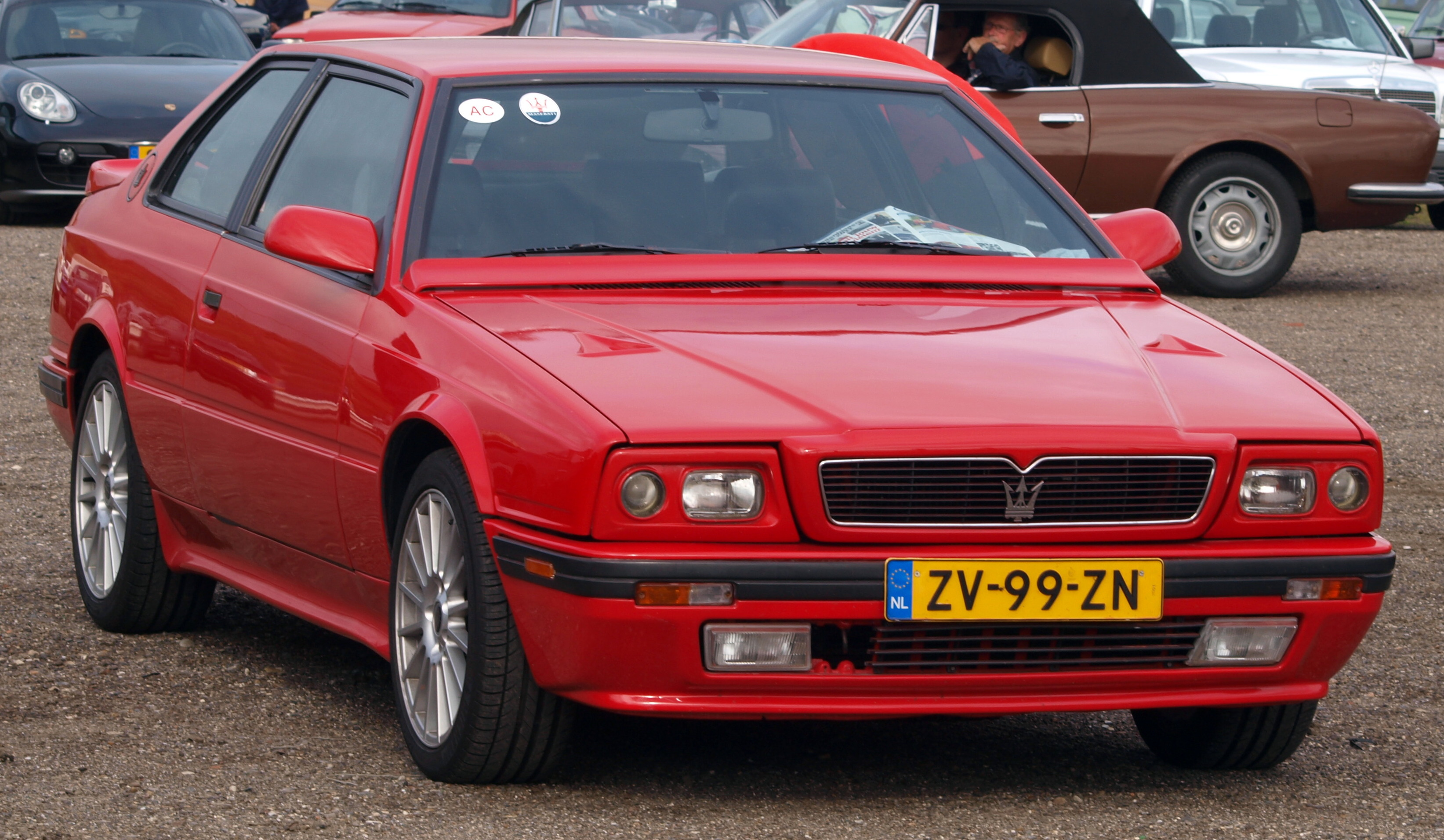
Maserati 224 restyling 1991; notare il frontale trasposto dalla Maserati Racing

Nel 1991 la gamma delle coupé 2 porte s'ampliò con l'introduzione della Racing, estrema evoluzione dell'originaria Biturbo, prodotta in serie limitata di soli 230 esemplari. La nuova sportiva era spinta da una versione evoluta del V6 24 valvole, portato a 285 CV di potenza.
La Racing anticipò nelle linee la Biturbo 224 restyling, in quanto quest'ultima adottava il frontale modificato con mascherina più bassa e fari poliellissoidali, i nuovi cerchi a razze con disegno simile a quelli presenti nella   Shamal e in seguito adottati anche dalla prima serie della Ghibli II. La fanaleria posteriore brunita era montata esclusivamente sulle Racing di colore nero. Due erano i colori disponibili: rosso e, appunto, nero, con interni in tinta nera o ghiaccio privi delle guarnizioni in radica prerogativa della serie Biturbo e sostituiti da modanature in carbonio.
La Biturbo nelle sue varie evoluzioni e cambiando anche nome in 222/2.24v/ Racing, venne sostituita dalla Maserati Ghibli nel 1992: quest'ultima non era altro che una profonda evoluzione basata sulla stessa Biturbo con numerosi componenti ereditati dalla Racing.

## Motorizzazioni[7]
| Coupé          | Coupé      | Coupé           | Coupé                                                      | Coupé      | Coupé                               | Coupé        |
| Versione       | Produzione | Mercato         | Motore                                                     | Cilindrata | Potenza                             | Velocità max |
| -------------- | ---------- | --------------- | ---------------------------------------------------------- | ---------- | ----------------------------------- | ------------ |
| Biturbo        | 1982-87    | Italia          | V6 DOHC a carburatori con 3 valvole per cilindro           | 1996 cc    | 180 CV a 6000 rpm                   | 215 km/h     |
| Biturbo E      | 1983-87    | Export (EU/USA) | V6 DOHC a carburatori con 3 valvole per cilindro           | 2491 cc    | 185 CV a 5500 rpm                   | 215 km/h     |
| Biturbo S      | 1983-86    | Italia          | V6 DOHC a carburatori con 3 valvole per cilindro           | 1996 cc    | 205/210 CV a 6500 rpm               | 221 km/h     |
| Biturbo ES     | 1984-86    | Export (EU/USA) | V6 DOHC a carburatori con 3 valvole per cilindro           | 2491 cc    | 205 CV a 5500 rpm                   | 215 km/h     |
| Biturbo i      | 1986-88    | Italia          | V6 DOHC a iniezione elettronica con 3 valvole per cilindro | 1996 cc    | 188 CV a 6000 rpm                   | 220 km/h     |
| Biturbo Si     | 1986-88    | Italia          | V6 DOHC a iniezione elettronica con 3 valvole per cilindro | 1996 cc    | 220 CV a 6350 rpm                   | 228 km/h     |
| Biturbo Si 2.5 | 1986-88    | Internazionale  | V6 DOHC a iniezione elettronica con 3 valvole per cilindro | 2491 cc    | 188 CV a 6000 rpm                   | 215 km/h     |
| 222            | 1988-90    | Italia          | V6 DOHC a iniezione elettronica con 3 valvole per cilindro | 1996 cc    | 220 CV a 6250 rpm                   | 225 km/h     |
| 222E           | 1988-93    | Internazionale  | V6 DOHC a iniezione elettronica con 3 valvole per cilindro | 2790 cc    | 248 CV (225 CV con cat.) a 5600 rpm | 240 km/h     |
| 222SE          | 1988-91    | Internazionale  | V6 DOHC a iniezione elettronica con 3 valvole per cilindro | 2790 cc    | 248 CV (225 CV con cat.) a 5600 rpm | 240 km/h     |
| 2.24v          | 1988-92    | Italia          | V6 DOHC i.e. con 4 valvole per cilindro                    | 1996 cc    | 245 CV a 6250 rpm                   | 230 km/h     |
| 222SR          | 1991-93    | Internazionale  | V6 DOHC i.e. con 3 valvole per cilindro                    | 2790 cc    | 225 CV a 5500 rpm                   | 220 km/h     |
| 222 4v         | 1991-94    | Italia          | V6 DOHC a iniezione elettronica con 4 valvole per cilindro | 2790 cc    | 279 CV a 5500 rpm                   | 220 km/h     |
| 2.24 mk2       | 1991-93    | Italia          | V6 DOHC a iniezione elettronica con 4 valvole per cilindro | 1996 cc    | 245 CV (240 cat.) a 6000 rpm        | 230 km/h     |

| Berlina   | Berlina    | Berlina        | Berlina                                                    | Berlina    | Berlina                          | Berlina      |
| Versione  | Produzione | Mercato        | Motore                                                     | Cilindrata | Potenza                          | Velocità max |
| --------- | ---------- | -------------- | ---------------------------------------------------------- | ---------- | -------------------------------- | ------------ |
| 425       | 1983-89    | Internazionale | V6 DOHC a carburatori con 3 valvole per cilindro           | 2491 cc    | 196 CV a 5500 rpm                | 215 km/h     |
| 420       | 1983-87    | Italia         | V6 DOHC a carburatori con 3 valvole per cilindro           | 2491 cc    | 185 CV a 6000 rpm                | 215 km/h     |
| 420S      | 1985-87    | Italia         | V6 DOHC a carburatori con 3 valvole per cilindro           | 1996 cc    | 210 CV a 6500 rpm                | 215 km/h     |
| 420i      | 1986-88    | Italia         | V6 DOHC a iniezione elettronica con 3 valvole per cilindro | 1996 cc    | 188 CV a 6000 rpm                | 220 km/h     |
| 420Si     | 1986-88    | Italia         | V6 DOHC a iniezione elettronica con 3 valvole per cilindro | 1996 cc    | 220 CV a 6350 rpm                | 228 km/h     |
| 430       | 1987-94    | Internazionale | V6 DOHC a iniezione elettronica con 3 valvole per cilindro | 2790 cc    | 250 CV (225 dal 1991) a 5600 rpm | 240 km/h     |
| 422       | 1988-92    | Italia         | V6 DOHC a iniezione elettronica con 3 valvole per cilindro | 1996 cc    | 220 CV a 6350 rpm                | 228 km/h     |
| 4.24v     | 1990-92    | Italia         | V6 DOHC i.e. con 4 valvole per cilindro                    | 1996 cc    | 245 CV a 6200 rpm                | 230 km/h     |
| 4.18v     | 1990-92    | Italia         | V6 DOHC i.e. con 3 valvole per cilindro                    | 1996 cc    | 220 CV a 6350 rpm                | 228 km/h     |
| 430 4v    | 1991-94    | Internazionale | V6 DOHC i.e. con 4 valvole per cilindro                    | 2790 cc    | 279 CV a 5500 rpm                | 255 km/h     |
| 4.24v mk2 | 1991-93    | Italia         | V6 DOHC i.e. con 4 valvole per cilindro                    | 1996 cc    | 240 CV a 6000 rpm                | 255 km/h     |

| Spyder          | Spyder     | Spyder         | Spyder                                                     | Spyder     | Spyder            | Spyder       |
| Versione        | Produzione | Mercato        | Motore                                                     | Cilindrata | Potenza           | Velocità max |
| --------------- | ---------- | -------------- | ---------------------------------------------------------- | ---------- | ----------------- | ------------ |
| Spyder          | 1984-86    | Italia         | V6 DOHC a carburatori con 3 valvole per cilindro           | 1996 cc    | 180 CV a 6000 rpm | 215 km/h     |
| Spyder 2.5      | 1984-88    | Internazionale | V6 DOHC a carburatori con 3 valvole per cilindro           | 2491 cc    | 196 CV a 5500 rpm | 215 km/h     |
| Spyder i        | 1987-88    | Italia         | V6 DOHC a iniezione elettronica con 3 valvole per cilindro | 1996 cc    | 220 CV a 6250 rpm | 220 km/h     |
| Spyder i 2.8    | 1988-94    | Internazionale | V6 DOHC a iniezione elettronica con 3 valvole per cilindro | 2790 cc    | 250 CV a 5600 rpm | 220 km/h     |
| Spyder 2.8 cat. | 1991-94    | Internazionale | V6 DOHC a iniezione elettronica con 3 valvole per cilindro | 2790 cc    | 222 CV a 5500 rpm | 230 km/h     |
| Spyder cat.     | 1991-94    | Italia         | V6 DOHC i.e. con 4 valvole per cilindro                    | 1996 cc    | 240 CV a 6000 rpm | 225 km/h     |